# Fredericton-Grand Lac
Circonscription électorale provinciale du Canada
Fredericton-Grand Lac (en anglais : ''Fredericton-Grand Lake'') est une circonscription électorale provinciale du Nouveau-Brunswick, au Canada. Elle est représentée à l'Assemblée législative depuis 2014.

## Géographie
La circonscription comprend :
- la partie nord-est de la ville de Fredericton, dont les secteurs Marysville et Barkers Point ;
- les communautés de Noonan et Maugerville ;
- le Grand Lac.

## Liste des députés
| Législature | Période     | Député | Député      | Parti                     |
| ----------- | ----------- | ------ | ----------- | ------------------------- |
| 58e         | 2014-2018   |        | Pam Lynch   | Progressiste-conservateur |
| 59e         | 2018-2020   |        | Kris Austin | Alliance des gens         |
| 60e         | 2020-2024   |        | Kris Austin | Progressiste-conservateur |
| 61e         | 2024-actuel |        | Kris Austin | Progressiste-conservateur |